# 汪汪隊立大功電影版
《汪汪隊立大功電影版》（英語：PAW Patrol: The Movie）是一部2021年加拿大製作的電腦動畫冒險喜劇片，改編自凱斯·查普曼的電視動畫《汪汪隊立大功》，講述萊德（Ryder）和小狗們集結到冒險市（Adventure City），阻止韓丁納市長（Mayor Humdinger）作亂。電影由卡爾·布倫克執導並與鮑勃·巴倫、比利·弗洛利克共同編寫劇本。
除了電視版的金斯利·馬歇爾（Kingsley Marshall）、基根·赫德利（Keegan Hedley）、謝爾·西蒙斯（Shayle Simons）、莉莉·巴特蘭和朗·帕多回歸配音各自的角色外，伊恩·阿米塔吉、瑪賽·馬汀、雅拉·莎希迪、金·卡戴珊、藍道爾·朴、戴克斯·夏普德、泰勒·派瑞、吉米·金摩、威爾·布里斯賓（Will Brisbin）和卡勒姆·蕭奈克（Callum Shoniker）也加入配音陣容。其中，阿米塔吉和布里斯賓取代電視版的賈斯汀·保羅·凱利（Justin Paul Kelly）及貝克特·希普基斯（Beckett Hipkiss），蕭奈克則取代傑克森·李德（Jackson Reid）。
電影2021年8月20日於美國院線上映；由於COVID-19疫情的持續影響，電影也在同日上線派拉蒙+。2023年推出續集《汪汪隊立大功：超級大電影》。

## 劇情
當汪汪隊（PAW Patrol）的頭號勁敵韓丁納市長當選鄰近城市冒險市（Adventure City）市長時，萊德和人見人愛的小狗們集結起來，直面挑戰。當中阿奇必須面對牠在冒險市的過去時，團隊得到新盟友莉柏蒂的加入。汪汪隊帶著令人興奮的新玩意兒和裝備，一起為拯救冒險城的市民而戰，並阻止韓丁納對冒險市搞破壞。

## 配音員
- 伊恩·阿米塔吉配音阿奇（Chase）：擔任警犬的德國牧羊犬。
- 瑪賽·馬汀（英语：Marsai Martin）配音莉柏蒂（Liberty）：冒險市的雌性臘腸犬，汪汪隊的新盟友。
- 雅拉·莎希迪（英语：Yara Shahidi）配音肯德拉·威爾森（Kendra Wilson）：科學家，負責打造小狗們的新裝備和物品。
- 金·卡戴珊配音多洛莉絲（Delores）：動物收容所中的時髦貴賓犬。
- 藍道爾·朴配音布奇（Butch）：韓丁納市長的保全手下。
- 戴克斯·夏普德配音魯本（Ruben）：布奇的保全同事。
- 泰勒·派瑞配音葛斯（Gus）：被阿奇搭救的冒險市卡車司機。
- 吉米·金摩配音馬帝·莫雷克（Marty Muckraker）：冒險市新聞網的新聞主播。
- 威爾·布里斯賓（Will Brisbin）配音萊德（Ryder）：10歲的人類男孩，汪汪隊的隊長。
- 金斯利·馬歇爾（Kingsley Marshall）配音毛毛（Marshall）：擔任消防犬的大麥町。
- 莉莉·巴特蘭（英语：Lilly Bartlam）配音天天（Skye） ：擔任飛行員犬的可卡頗犬（英语：Cockapoo）。
- 卡勒姆·蕭奈克（Callum Shoniker）配音灰灰（Rocky）：擔任回收犬的灰黑混種狗。
- 謝爾·西蒙斯（Shayle Simons）配音路馬（Zuma）：擔任水上救難犬的巧克力色拉布拉多犬。
- 基根·赫德利（Keegan Hedley）配音小礫（Rubble）：擔任建築犬的鬥牛犬。
- 朗·帕多（英语：Ron Pardo）配音韓丁納市長（Mayor Humdinger）：霧底市前任市長並成為冒險市市長，汪汪隊的頭號勁敵。
  - 朗·帕多還配音多寶船長（Cap'n Turbot）：動物專家，汪汪隊的盟友。
- 金·羅勃茲（英语：Kim Roberts (actress)）配音古威市長（Mayor Goodway）：冒險灣市長。

## 製作
2017年11月，斯平瑪斯特執行長羅南·哈拉瑞證實「有意將高人氣電視動畫《汪汪隊立大功》推出長片版，該公司目前正在開發電影劇本」。電影的動畫製作由Mikros Image負責。卡爾·布倫克於2020年2月被聘來執導該片。在美國COVID-19疫情期間，電影製作皆是透過遠程辦公完成。完整配音陣容於2020年10月公開。電影版登場角色已於2021年5月3日公開。亞當·列維創作了主題曲〈好心情〉（Good Mood）。
艾特·培瑞拉為電影配樂作曲。他先前曾在《堅果行動2》（2017年）中與導演布倫克合作過。

## 發行
在斯平瑪斯特2019年第一季度財報電話會議上，一部基於該電視動畫的電影版被宣布「正在製作中」，上映日期為2021年8月。2020年4月24日，《汪汪隊立大功電影版》排定2021年8月20日美國院線上映，並同步上線派拉蒙+，訂閱者無需支付額外費用。

### 營銷
包括、繪兒樂、伟易达、和在內的英國合作夥伴已簽約宣傳電影。2021年4月26日，傑克斯太平洋和取得電影的玩具和服裝的版權。其中負責在秋季推出萬聖節服裝和配飾。2021年6月30日，美泰兒取得授權許可，得以在旗下美高和UNO推出一系列產品，其中包括十多種電影角色商品，秋季發售。
電影改編遊戲《汪汪隊立大功：電影版 冒險城的呼喚》（PAW Patrol The Movie: Adventure City Calls）由德拉卡工作室（Drakhar Studio）開發並由冠軍遊戲（Outright Games）發行，2021年8月13日在PlayStation 4、Xbox One、Nintendo Switch和Microsoft Windows上推出。一系列電影相關叢書在2021年7月13日出版。推出的一套可動人偶和玩具系列於7月15日起預售，8月1日上市。
2021年6月，寵物食品公司宣布與電影合作。7月，Marston's Brewery與派拉蒙影業簽約，在英國上映前在270家酒吧推出獨家餐飲優惠和收藏面具優惠。整個8月包含兒童餐優惠、角色面具和學習單等商品。

## 反響

### 評價
評論匯總網站爛番茄根據51條評論，該片新鮮度80%，均分6.3／10，觀眾投票得到97%的分數，平均得分為4.7／5。在Metacritic上根據14條評論而獲得50分，代表「好壞參雜的評價」。

## 外部連結
- 官方网站
- 互联网电影数据库（IMDb）上《汪汪隊立大功電影版》的资料（英文）
- 爛番茄上《汪汪隊立大功電影版》的資料（英文）
- Box Office Mojo上《汪汪隊立大功電影版》的资料（英文）
- Metacritic上《汪汪隊立大功電影版》的資料（英文）
- AllMovie上《汪汪隊立大功電影版》的资料（英文）
- 開眼電影網上《汪汪隊立大功電影版》的資料（繁體中文）
- 豆瓣电影上《汪汪隊立大功電影版》的資料 （简体中文）
- 时光网上《汪汪隊立大功電影版》的資料（简体中文）